# Прокопије Антемије (син цара Антемија)
Прокопије Антемије (469–515 н.е.) је био политичар Источног римског царства, син западноримског цара Антемија . После смрти источноримског цара Лава I, Прокопије је стао на страну свог брата Маркијана у покушају да свргне цара Зенона . Када је Маркијанова побуна пропала, Прокопије је побегао у Тракију, а затим у Рим, враћајући се у Константинопољ након Зенонове смрти и ступања на власт цара Анастасија I. По повратку у Цариград био је конзул 515. године.

## Биографија
Прокопије је био син цара Антемија и царице Марције Еуфемије, кћери источноримског цара. Његова браћа су били Антемиол, Маркијан и Ромул ; имао је и сестру Алипију .
Живео је у Константинопољу, на источном двору цара Лава I, док је његов отац касније владао Западним римским царством (467-472), безуспешно покушавајући да поврати римску власт у западним провинцијама изван Италије и Галије. За то време, његов брат Антемиол је умро док је водио напад на Визиготе (471. године), а његова сестра Алипија се удала за Рицимера, моћног магистра милитум варварског порекла.
474. године, цар Лав I је умро. Није оставио синове имао је две ћерке, старију царицу Аријадну, рођену пре него што је цар Лав I подигнут на престо и удату за исавског војсковођу Зенона, и млађу Леонтију, рођену када је цар Лав I већ био цар и удату за Прокопијевог брата Маркијана.
Цариградски људи су презирали Исаврије, које су сматрали варварима; штавише, Леонтијин статус „ порфирогените “ јој је дао неку врсту првенства на престолу, према фракцији која се противила цару Зенону. Из тог разлога Маркијан је покушао да свргне цара Зенона. Уз помоћ Прокопија и Ромула, окупио је у Цариграду трупе састављене од грађана и странаца у кући једног Цезарија, јужно од Теодосијевог форума, и одатле су у исто време кренули на царску палату и на кућу. Илуса, исаурског генерала који је подржавао цара Зенона. Цар је умало пао у руке побуњеницима, који су током дана савладали царске трупе, које су грађани такође напали са кровова својих кућа. Међутим, Ил је током ноћи успео да премести исаурску јединицу смештену у оближњој Халкедонији у Цариград и да искрвари Маркијанове војнике, који су дозволили цару Зенону да побегне. Следећег јутра Маркијан се, схватајући да је његова ситуација очајна и да појачање под готским генералом Теодорихом Страбоном неће стићи на време, склонио у цркву Светих Апостола, али је тада био ухапшен са својом браћом.
Били су послати у Кесарију у Кападокији . Уз помоћ неких монаха, покушали су да побегну, али Маркијан није успео, док је Прокопије побегао Теодориху Страбону у Тракију,   - где је овај одбио да га преда цару Зенону  - а затим у Рим . 
Касније се Прокопије вратио у Цариград, за време владавине цара Анастасија I (491-518). Царица Аријадна је замолила цара Анастасија I, за кога се удала после Зенонове смрти, да именује Прокопија за преторијанског префекта. Цар Анастасије I је то одбио, рекавши да је служба захтевала више учења него што је имао Прокопије.  Без обзира на то, Прокопије је постављен за конзула 515. 
Прокопије би могао бити Антемије који је био ожењен Хераисом и отац Зенона вереног за нећаку цара Зенона; овај Антемије је вероватно био патриције . 